# ジャバ・パピナシビリ
ジャバ・パピナシビリ（Jaba Papinashvili　1998年4月27日- ）はジョージア出身の柔道選手。階級は60kg級。兄は世界選手権の60㎏級で2度3位になったアミラン・パピナシビリ。

## 経歴
2017年のヨーロッパジュニア55㎏級では5位だったが、世界ジュニアでは優勝を飾った。2018年には階級を60kg級に上げると、グランプリ・アンタルヤで2位となった。ヨーロッパジュニアで3位になると、世界ジュニアでは準決勝で古賀玄暉に敗れて3位、U23ヨーロッパ選手権では2位だった。2021年のグランドスラム・バクーでIJFワールド柔道ツアー初優勝を飾った。
IJF世界ランキングは1320ポイント獲得で28位(23/9/18現在)。

## 主な戦績
- 2017年 - ヨーロッパジュニア　5位(55㎏級)
- 2017年 - 世界ジュニア　優勝(55㎏級)
- 2018年 - グランプリ・アンタルヤ　2位
- 2018年 - ヨーロッパジュニア　3位
- 2018年 - 世界ジュニア　3位
- 2018年 - U23ヨーロッパ選手権　2位
- 2019年 - グランプリ・トビリシ　3位
- 2019年 - U23ヨーロッパ選手権　3位
- 2020年 - U23ヨーロッパ選手権　3位
- 2021年 - グランドスラム・バクー　優勝
- 2022年 -　グランドスラム・パリ 3位

(出典、)